# Bristol Premier Combination
Bristol Premier Combination là một giải bóng đá nằm tại và xung quanh vùng Bristol, Anh. Giải đấu đang liên kết với Gloucestershire County FA, có 2 hạng đấu, Premier Division và Division One. Premier Division nằm ở Cấp độ 12 trong Hệ thống các giải bóng đá ở Anh và là một trong ba giải đấu góp đội cho Gloucestershire County League. Ngược lại, Bristol Premier Combination được góp đội bởi Bristol and District League.
Đương kim vô địch là Mendip Broadwalk nhưng đội bóng không lên hạng để chơi ở County League.

## Lịch sử
Giải đấu được thành lập năm 1957 và có một thời được biết đến với tên gọi County of Avon Premier Combination.
Các đội bóng từng thi đấu và đã rời khỏi Bristol Premier Combination để lên các cấp độ cao hơn bao gồm:
| - Bitton - Bristol St George (bây giờ là Roman Glass St. George) - Cadbury Heath - Clevedon (bây giờ là Clevedon Town) - Keynsham Town | - Lawrence Weston Hallen (bây giờ là Hallen) - Longwell Green Sports - Mangotsfield United - Oldland (bây giờ là Oldland Abbotonians) - Yate YMCA (bây giờ là Yate Town) |

## Các câu lạc bộ mùa giải 2015–16
| - Bitton Dự bị - Bristol Manor Farm Dự bị - Cribbs Dự bị - Hallen Dự bị - Highridge United - Lebeq - Longwell Green Sports Dự bị - Mendip Broadwalk - Old Sodbury - Olveston United - Totterdown United - Wick - Winterbourne United | - AEK Boco Dự bị - Brimsham Green - DRG Frenchay - Frampton Athletic Dự bị - Greyfriars Athletic - Hambrook - Lawrence Rovers - Oldland Abbotonians Dự bị - Real Thornbury - Roman Glass St. George Dự bị - Sea Mills Park - Seymour United - Shaftesbury Crusade - Talbot Knowle United |

## Đội vô địch
| Mùa giải | Premier Division            | Division One                |
| -------- | --------------------------- | --------------------------- |
| 2003–04  | Sea Mills Park              | Longshore                   |
| 2004–05  | Hallen Dự bị                | Brimsham Green              |
| 2005–06  | Hanham Athletic             | Chipping Sodbury Town       |
| 2006–07  | Nicholas Wanderers          | Winterbourne United Dự bị   |
| 2007–08  | Chipping Sodbury Town       | Mendip United               |
| 2008–09  | Mendip United               | Longwell Green Sports Dự bị |
| 2009–10  | Longwell Green Sports Dự bị | Seymour United              |
| 2010–11  | Mendip United               | Totterdown United           |
| 2011–12  | Mendip United               | Shaftesbury Crusade         |
| 2012–13  | Longwell Green Sports Dự bị | Highridge United            |
| 2013–14  | Mendip United               | Edden Grove                 |
| 2014–15  | Mendip United               | Bitton Dự bị                |